# بريانا كاهان
بريانا كاهان (بالإنجليزية: Brianna Kahane)‏ هي عازفة كمان أمريكية، ولدت في 2002 في دلراي بيتش في الولايات المتحدة.